# برادشاو (نبراسکا)
برادشاو(به انگلیسی: Bradshaw) شهری در ایالت نبراسکا کشور ایالات متحده آمریکا است که جمعیت آن در سرشماری سال ۲۰۱۰ میلادی، ۲۷۳ نفر بوده‌است.